# Liste der Monuments historiques in Monteneuf
Die Liste der Monuments historiques in Monteneuf führt die Monuments historiques in der französischen Gemeinde Monteneuf auf.

## Liste der Bauwerke
| Bezeichnung                | Beschreibung | Standort                                         | Kennzeichnung | Schutzstatus | Datum | Bild |
| -------------------------- | ------------ | ------------------------------------------------ | ------------- | ------------ | ----- | ---- |
| Schloss La Grée de Callac  |              | (Lage)                                           | PA00091810    | inscrit      | 1990  |      |
| Friedhofskreuz             |              | Place Saint-Nicodème (Lage)                      | PA00091448    | Inscrit      | 1927  |      |
| Steinreihe Pierres Droites |              | Les Pierres Droites La Lande de Monteneuf (Lage) | PA56000013    | Inscrit      | 1997  |      |